# Ammopolia nigrolimbata
Ammopolia nigrolimbata är en fjärilsart som beskrevs av Charles Oberthür 1922. Ammopolia nigrolimbata ingår i släktet Ammopolia och familjen nattflyn. Inga underarter finns listade i Catalogue of Life.